# Radio Infinita
Radio Infinita es una estación radial chilena ubicada en el 100.1 MHz del dial FM en Santiago de Chile, que inició sus transmisiones el 7 de septiembre de 1977 (ubicándose en ese entonces en el 92.9 MHz). Actualmente pertenece a Mega Media, parte del holding Bethia. Cuenta con una red de 13 emisoras a lo largo de Chile.

## Historia

### Era Bezanilla (1977-2018)
Fue fundada por una sociedad entre Julián García-Reyes Anguita y Ricardo Bezanilla Renovales, siendo este último su dueño, y después de su muerte en junio de 2011, propiedad de su familia. Reemplazó a Radio Splendid, pionera de la frecuencia modulada.
La propuesta de Infinita estaba dirigida a hombres y mujeres, de estrato ABC1, entre 24 y 50 años, que buscaban una identificación musical e informativa, lo que ha hecho que sea una de las emisoras más predilectas por el adulto joven. Su estilo musical era bien diverso, desde los años 70 hasta éxitos actuales casi en su totalidad de origen anglo. Desde mediados de 2015 gradualmente y debido a la ley del 20% de música chilena en radios, ha incorporado lo mejor del jazz chileno en su programación musical.
Muy famoso fue su anterior eslogan Para el adulto joven, al igual que un coro que recitaba el nombre de la señal, el cual se oía cada media hora entre 1984 y 2006 aproximadamente, aunque aún se usó hasta 2015 una identificación para la temporada navideña grabada en esa misma época.
En agosto de 2017, esta radio y las que pertenecieron al Grupo Bezanilla fueron vendidas al Grupo Bethia.

### Era Bethia (2018-presente)
Con la adquisición de Mega, en diciembre de 2017 se anunció que la radio se convertiría en una radio de corte informativo bajo la dirección de Juan Manuel Astorga (ex Duna), contando con la participación de los periodistas Soledad Onetto (ex Cooperativa), Daniel Matamala (ex Canal 13, ex Sonar FM y actualmente en Chilevisión), Cony Stipicic (ex Duna FM) y José Antonio Neme (que previamente trabajó para Infinita). Este nuevo formato debutó el lunes 5 de marzo de 2018. Con el cambio, la radio empezó a volcarse más hacia el pop moderno, dejando de lado el estilo adulto contemporáneo que tuvo por cuatro décadas.
En diciembre de 2022, Juan Manuel Astorga deja la dirección de la radio. En marzo de 2023, se nombra a la periodista, y editora de la emisora hasta ese minuto, Gloria San Martín Stanley en el cargo.
A mediados de abril de 2019, Radio Infinita amplía su cobertura llegando a Papudo y Zapallar a través de la frecuencia 96.3 MHz (ex FM Tiempo), durando solamente hasta el 31 de agosto de 2020.
A contar del 1 de julio de 2019, Radio Infinita abandona las frecuencias 94.1 MHz de Arica, 98.3 MHz de Iquique, 102.1 MHz de Copiapó, 91.5 MHz de Curicó y 105.1 MHz de Talca, siendo reemplazada en estas cinco ciudades por Radio Candela y al mismo tiempo, la emisora se traslada del 104.3 MHz al 89.7 MHz en San Antonio, mediante un intercambio de frecuencias con Radio Romántica.
Mientras que el 1 de septiembre de 2020, la emisora abandona las frecuencias 105.3 MHz de Calama, 101.9 MHz de Antofagasta, 96.3 MHz de Papudo y Zapallar y 103.7 MHz de Punta Arenas, siendo reemplazada en estas 4 ciudades por Radio Carolina.
Actualmente, en el resto del país y en todo el mundo sólo es posible escuchar Radio Infinita a través de la señal en línea de su página web, sus aplicaciones para iOS y Android. Además, la emisora se emite por el canal 662 (con D-Box) de la cableoperadora VTR para el territorio chileno.

## Eslóganes
- 1977-1978: La nueva percepción
- 1978-2000: El equilibrio musical
- 1982-2008: Para los que saben oír
- 1984-1986: Entre Santiago y la V Región, la diferencia es Infinita o Infinita es la diferencia
- 1986-2008: Para el adulto joven
- 2000-2001: Música y noticias que han marcado a una generación
- 2008-2017: Idioma universal.
- Septiembre 2010 (33° Aniversario): ¡33 años de liderazgo en todo Chile!.
- 2017-marzo 2018: Somos el sonido y la opinión.
- Septiembre 2017 (40° Aniversario): Primero fue el sonido, luego la opinión, Infinita, ¡40 Años!.
- 2018-presente: Palabras con poder

## Frecuencias anteriores
- 92.9 MHz (Gran Santiago); hoy Radio La Clave, sin relación con Mega Media.
- 94.1 MHz (Arica); hoy Radio Disney.
- 98.3 MHz (Iquique); hoy Radio Disney.
- 105.3 MHz (Calama); hoy Radio Carolina.
- 107.5 MHz y 101.9 MHz (Antofagasta); la primera disponible solo para radios comunitarias y la segunda reemplazada por Radio Carolina.
- 102.1 MHz (Copiapó); hoy Radio Carolina.
- 96.3 MHz (Papudo/Zapallar); hoy Radio Carolina.
- 89.5 MHz (Gran Valparaíso); hoy Radio Portales de Valparaíso, sin relación con Mega Media.
- 104.3 MHz (San Antonio); hoy Radio Romántica.
- 91.5 MHz (Curicó); hoy Radio Carolina.
- 105.1 MHz (Talca); hoy Radio Carolina.
- 96.3 MHz (Chillán); hoy FM Dos, sin relación con Mega Media.
- 107.1 MHz (Gran Concepción); disponible sólo para radios comunitarias.
- 103.7 MHz (Punta Arenas); hoy Radio Carolina.